# 村田勝幸
村田 勝幸（むらた かつゆき、1968年 - ）は、日本の歴史学者。専門はアメリカ史・アメリカ研究。北海道大学大学院文学研究院教授。

## 経歴
福岡市に生まれる。1986年福岡県立修猷館高等学校を経て、神戸市外国語大学を卒業。2000年東京大学大学院総合文化研究科博士課程を修了。
2001年北海道大学大学院文学研究科助教授となり、2004年3月より2005年3月までコロンビア大学人種・エスニシティ研究センター客員研究員。2007年北海道大学大学院文学研究科准教授を経て、2015年同教授に就任。2019年同大学院文学研究院教授。
20世紀後半以降のアメリカ社会を対象に、移民（史）、人種主義、エスニシティ、ナショナリティ（およびトランスナショナリティ）、都市空間などに注目して実証研究を行っている。

## 著書
- 『〈アメリカ人〉の境界とラティーノ・エスニシティ：「非合法移民問題」の社会文化史』（東京大学出版会、2007年）
- 『アフリカン・ディアスポラのニューヨーク：多様性が生み出す人種連帯のかたち』（彩流社、2012年）

## 翻訳
- ロビン・Ｄ・Ｇ・ケリー『「人種か、階級か」を超えて：大恐慌期アラバマにおけるコミュニストの闘い』（彩流社、2024年）